# Forêt nationale de Ibirama
La forêt nationale d'Ibirama (portugais : Floresta Nacional de Ibirama) est une forêt nationale brésilienne de la région Sud de ce pays, dans l'État de Santa Catarina.
Le parc fut créé en 1968 et couvre une superficie de 570,58 hectares.
Il s'étend sur le territoire des municipalités d'Ibirama, Apiúna et Ascurra.